# Erik Aalbæk Jensen
Erik Aalbæk Jensen (Ballerum, 1923. augusztus 19. – Thy, 1997. szeptember 30.) dán regényíró, akit hazájában mind a kritikusok díjával, mind pedig a Søren-Gyldendal-díjjal kitüntettek.

## Élete
Tanító fiaként a jütlandi Vendyssel-Thy szigetén nőtt fel és az Aalborg Katedralskole elvégzése után evangélikus teológiai tanulmányokba kezdett. A második világháború alatt a dán ellenállásba jelentkezett a németek ellen és ezért koncentrációs táborba került. A háború után folytatta tanulmányait és Ostedben lett a dán népegyház káplánja 1950-ben.
Íróként 1948-ban jelent meg először munkája a Heretica újság mellékletében. 1949-ben jelent meg első regénye Dommen címmel, amit 1952-ben a Dæmningen (A gát) követett.
Mindkét regény középpontjában az értékrenddel kapcsolatos erkölcsi problémák állnak. 
Ezt követően elbeszélő stílusban írt regényeket a német megszállásról, mint a Drømmen om det glemte (Az álom arról, amit elfeledtünk) (1954), a Gertrud (1956) és az I heltespor (Hősök nyomában) (1960). 1957-től a dán rádiónál dolgozott újságíróként, majd végül 1959-től a televízió dramaturgiai osztályát vezette.
Egyik legfontosabb regénye az 1964-ben megjelent Perleporten (A gyöngykapu), amelynek középpontjában az 1930-as évek társadalmi és ideológiai ellentmondásai állnak, és amiért a kritikusok díját is megkapta.
Ezután a jelentős siker után, ami egyben az áttörést is jelentette számára írói karrierjében, megírta a Perleporten folytatásaként a Sagen című regényét (1971). További folytatása a Kridtstregen (1976) egy testvérpár története, akiket önkéntesként vetnek be keleti fronton a második világháborúban. Ezért a könyvért, amit 1983-ban Forræderne címmel meg is filmesítettek, 1977-ben megkapta a Søren-Gyldendal-díjat.
Munkásságának további jelentősége az az érdeklődés, amit az életmód és szokások iránt mutatott, különös hangsúllyal Dánia félreeső régióira. Ebből született a nyolc kötetes topográfiai-etnográfiai munkája Livet på øerne címmel (1981 és 1987 között), amely egy Dánia összes lakott szigetén végzett kutatás eredményein alapult.
Ezt követően újra a szépirodalom felé fordult, és megírta a Herrens mark (1990) és Magtens folk (1991) regényeket egy újságíró magánéleti és morális hatalmi harcairól. Utoljára a Særlige vilkår (1994) jelent meg tőle, illetve posztumusz kiadásban az Enkebal.
Meghalt mielőtt befejezhette volna a modern Dánia leírásának szentelt irodalmi projektjét, amely Vendsyssel régiót mutatta volna be, ahol gyermekkorát töltötte. Könyvei a szociológiai és pszichológiai kíváncsiságot ötvözik a részletek pontos leírásával, az analitikai érzékkel és egy ötven éven átívelő társadalomtörténet áttekintésével.
Peter Aalbæk Jensen filmproducer apja.

## Külső hivatkozások
- Erik Aalbæk Jensen az IMDb-n

## Fordítás
- Ez a szócikk részben vagy egészben  az   Erik Aalbæk Jensen című német Wikipédia-szócikk fordításán alapul.  Az eredeti cikk szerkesztőit annak laptörténete sorolja fel. Ez a jelzés csupán a megfogalmazás eredetét és a szerzői jogokat jelzi, nem szolgál a cikkben szereplő információk forrásmegjelöléseként.